# Jessica Marie Garcia
Jessica Marie Garcia (* 23. März 1987 in Orlando, Florida) ist eine US-amerikanische Schauspielerin und Produzentin. Bekannt wurde sie unter anderem für ihre Rollen der Winifred „Willow“ Cruz in der Fernsehserie Liv und Maddie sowie der Jasmine in der Fernsehserie On My Block.

## Leben

### Karriere
Bereits in jungen Jahren engagierte sich Jessica M. Garcia mit Begeisterung im örtlichen Gemeinschaftstheater und bei Schulaufführungen. Im Alter von 19 Jahren zog sie nach Los Angeles, um dort Arbeit als Schauspielerin zu finden. Um sich ihren Lebensunterhalt zu finanzieren, übernahm sie zunächst verschiedene Gelegenheitsjobs, beispielsweise als Kellnerin in einem Restaurant. Dort blieb sie auch nach Antritt ihrer ersten Rollen tätig.
Ihr schauspielerisches Wirken begann sie anno 2010 in der romanbasierten Fernsehserie Huge. Im Jahr 2013 wurde sie durch ihre Rolle in der Fernsehserie Liv und Maddie bekannt, in welcher sie die beste Freundin des Hauptcharakters Maddie verkörperte.
Mit der Serie Go Off with Jess & Julissa aus dem Jahr 2021 begann sie die Arbeit als Ko-Produzentin. Für den Kurzfilm Illegally Brown aus dem Jahr 2023 war sie erstmals als ausführende Produzentin tätig.

### Privatleben
Jessica M. Garcia hat lateinamerikanische Wurzeln. Sie wurde als Tochter eines mexikanischen Vaters und einer kubanischen Mutter geboren. Garcia besuchte eine Schule in Orlando, bevor sie sich an der University of Florida einschrieb.
Im Januar 2016 verlobte sie sich mit dem Schauspieler Adam Celorier. Die Hochzeit folgte im Oktober 2018. Am 4. Februar 2022 kam die gemeinsame Tochter des Paares zur Welt.

## Filmografie

### Als Darstellerin

#### Filme
- 2010: Las Angeles
- 2012: County (Fernsehfilm)
- 2017: Avenge the Crows
- 2020: How to Get $100 Million (Kurzfilm)
- 2023: Illegally Brown (Kurzfilm)
- 2024: What to Expect (Kurzfilm)

#### Serien
- 2010: Huge (Fernsehserie, 5 Episoden)
- 2012–2014: The Middle (Fernsehserie, 11 Episoden)
- 2013–2017: Liv und Maddie (Liv and Maddie, Fernsehserie, 34 Episoden)
- 2015–2019: Betch (Fernsehserie, 25 Episoden)
- 2016: Casual (Fernsehserie, Episode 2x01)
- 2016: Free Period (Miniserie)
- 2016: Sleep Tight (Miniserie, Episode 1x07)
- 2017–2018: Hacking High School (Fernsehserie, 4 Episoden)
- 2018: Goliath (Fernsehserie, Episode 2x04)
- 2018: Starter Pack (Fernsehserie, 4 Episoden)
- 2018–2019: How to Get Away with Murder (Fernsehserie, 5 Episoden)
- 2018–2021: On My Block (Fernsehserie, 35 Episoden)
- 2019: American Princess (Fernsehserie, 2 Episoden)
- 2019: The Filth (Fernsehserie, Episode 1x04)
- 2020–2021: Tagebuch einer zukünftigen Präsidentin (Diary of a Future President, Fernsehserie, 14 Episoden)
- 2021: AAMV Fest (Fernsehserie, Episode 1x06)
- 2021: Go Off with Jess & Julissa (Fernsehserie, 6 Episoden)
- 2023: Lopez vs. Lopez (Fernsehserie, Episode 1x15)
- 2023: Erin & Aaron (Fernsehserie, 2 Episoden)
- 2025: Die Thundermans: Undercover (The Tundermans: Undercover, Fernsehserie, Episode 1x09)

### Als Produzentin
- 2021: Go Off with Jess & Julissa
- 2023: Illegally Brown

### Als Drehbuchautorin
- 2017: Betch (Fernsehserie, Episode 2x19)

## Auszeichnungen
| Preisverleihung | Kategorie                     | Resultat  | Datum |
| --- | ----------------------------- | --------- | ----- |
| Teen Choice Award für ihre Rolle in On My Block | Choice Summer TV Star: Female | Nominiert | 2019  |
| Auszeichnung des St. Petersburg International Festival of Debut and Student für den Kurzfilm How to Get $100 Million, zusammen mit Ilya Polyakov, Aaron Groben und Jessica Wilde | Best Thriller                 | Gewonnen  | 2020  |